# Intein
Intein je úsek uvnitř proteinu, který je schopen se vlastní autokatalytickou aktivitou vystřihnout a ve výsledném proteinovém produktu tedy chybí. Zbylé části, které jsou transpeptidázovou aktivitou napojeny, se někdy označují jako exteiny, analogicky k intronům a exonům v sekvenci genů. První intein byl nalezen uvnitř proteinu vakuolární ATPázy; dnes inteiny nacházejí využití v proteinovém inženýrství a biotechnologii.